# 耳状紫柄蕨
耳状紫柄蕨（学名：Pseudophegopteris aurita）为金星蕨科紫柄蕨属下的一个种。

## 扩展阅读
- 維基物種上的相關：耳状紫柄蕨